# Cheick Diabaté
Pour les articles homonymes, voir Diabaté.
Cheick Tidiane Atipo Diabaté, né le 25 avril 1988 à Bamako (Mali), est un footballeur international malien, qui évolue au poste d'avant-centre.

## Biographie

### Carrière en club

#### Girondins de Bordeaux
Fils du footballeur malien George Salif Diabaté, et formé au Centre Salif Keita qui a sorti beaucoup de joueurs professionnels tels que Mahamadou Diarra ou Seydou Keita. Cheick Diabaté rejoint ensuite le centre de formation des Girondins de Bordeaux à l'été 2006, à l'âge de 18 ans. Il est international malien depuis 2005. Il signe son premier contrat professionnel en mai 2008, à Bordeaux, dans le même temps qu'Abdou Traoré, Floyd Ayité ou encore Wilfried Moimbé.
Saison 2008-2009 : Prêt à l'AC Ajaccio
Le 4 juillet 2008, il est prêté à l'AC Ajaccio. Durant la préparation, il rencontre les Girondins de Bordeaux et inscrit le seul but corse du match (2-1). Très apprécié des supporters de l'île de beauté, Cheick devient l'une des coqueluches du stade François Coty qui le surnomme le Jan Koller d'ébène.
Pour sa première saison en Ligue 2, il s'impose comme l'un des grands espoirs en inscrivant pas moins de 14 buts en 30 matchs avec le club corse, dont 9 en tant que titulaire. 
Saison 2009-2010 : Prêt à l'AS Nancy-Lorraine
Le 20 juillet 2009, il est prêté à l'AS Nancy-Lorraine pour une saison sans option d'achat. Arrivé blessé à l'ASNL, il met plus d'un mois avant de s'entraîner normalement avec ses nouveaux coéquipiers. Après quelques matchs de CFA où il inscrit 5 buts, Diabaté est enfin sélectionné dans le groupe professionnel. Le 7 novembre 2009, face à Saint-Étienne, il participe pour la première fois de sa carrière à un match de Ligue 1 où il est tout près d'égaliser sur son premier ballon.
Saison 2010-2011
Il fait de très bons débuts sous les couleurs girondines lors de la saison 2010-2011, avec des entrées particulièrement remarquées. Il inscrit notamment un doublé en Coupe de France face à Rouen. 
Il devient titulaire pour Bordeaux au poste d'attaquant de pointe lors de la rencontre contre l'Olympique de Marseille le dimanche 16 janvier 2011 (2-1). Le 6 mars il marque son premier but en Ligue 1 avec les Girondins de Bordeaux à la 92e minute face au Stade brestois 29 (3-1).
Saison 2011-2012
De retour de la CAN 2012, Cheick Diabaté retrouve une place de titulaire en Ligue 1 lors de la 29e journée lors d'un match contre le PSG au Parc des Princes, à la suite de la blessure de Yoan Gouffran. Il marque le but de l'ouverture du score sur une passe décisive de Nicolas Maurice-Belay.
Par la suite, il retrouve sa place sur le banc des remplaçants, Yoan Gouffran, Nicolas Maurice-Belay, et Jussiê lui étant préférés.
Toutefois, pour la dernière journée de championnat, face à l'AS Saint-Etienne, match crucial pour la qualification en Ligue Europa, Nicolas Maurice-Belay est suspendu et Jussiê blessé. Diabaté titulaire inscrit deux buts et délivre une passe décisive à Yoan Gouffran pour offrir la 5e place à Bordeaux, synonyme de barrages de la Ligue Europa 2012-2013.
Saison 2012-2013
Lors de la saison 2012-2013, Diabaté doit faire face à la concurrence de Yohan Gouffran jusqu'au départ de celui-ci à la trêve hivernale. À son retour de la CAN, Diabaté entame une deuxième partie de saison plus riche en temps de jeu, le jeune UrugUayen Diego Rolán peinant à s'imposer. Les terrains retrouvés, Diabaté s'illustre dans les trois compétitions dans lesquelles sont engagés les girondins, culminant à 18 buts toutes compétitions confondues au soir d'une finale de coupe de France remportée face à Evian-Thonon-Gaillard (3-2), le 31 mai 2013. Malgré un pénalty manqué, Diabaté s'y illustre particulièrement en inscrivant le premier et le troisième but bordelais. Grâce à ce doublé, Diabaté offre la coupe de France à Bordeaux, la quatrième du club, et devient meilleur buteur de la compétition avec 6 buts inscrits en 4 matchs. 
Saison 2013-2014
L'exercice 2013-2014 est le plus prolifique pour Cheick Diabaté en Ligue 1 avec douze buts en 25 rencontres. 
Saison 2014-2015
Dès la première journée, il offre la victoire aux siens en inscrivant l'unique but de la rencontre à Montpellier. Sur la première partie de saison, il est utilisé à 15 reprises pour treize titularisations, 8 buts et 2 passes décisives, dont un doublé pour une victoire 3-2 face à Lorient alors qu'il rentre en jeu à la 60e minute. Indispensable pour son entraîneur Willy Sagnol, il subit une opération du genou début janvier 2015 et doit faire une croix sur la deuxième partie de saison. 
Saison 2015-2016
L'année 2015 est un véritable cauchemar pour Cheick Diabaté: blessé les 6 premiers mois, il ne marque qu'un seul but, sur penalty, lors des six suivants. L'année 2016 commence parfaitement pour lui avec 7 buts sur le mois de janvier. Le 9 janvier 2016, en marquant contre Montpellier (0-1), il permet aux Girondins de remporter leur millième victoire en Ligue 1. Le 13 février, il marque son sixième but de la saison face à l'En Avant Guingamp et retrouve le chemin des filets lors de cinq des sept dernières journées. Sur ces sept rencontres, le Girondin convertit en but six de ses sept tirs cadrés (50 % de tirs cadrés). Il conclut la saison avec 10 buts marqués, accompagnés de 3 passes décisives délivrées.

#### Osmanlıspor
Le 27 mai 2016, après avoir passé plus de 10 ans aux Girondins de Bordeaux, il s'engage avec le club turc Osmanlıspor pour trois ans. Il débute en Süper Lig à Antalyaspor le 21 août 2016, remplaçant Pierre Webó à la 83e. Barré par le Camerounais à la pointe de l'attaque, il connait sa première titularisation face au Steaua Bucarest, tout comme Adrien Regattin, en Ligue Europa le 15 septembre et marque par la même occasion, sur penalty, son premier but sous ses nouvelles couleurs (victoire 2-0). Titularisé à seulement trois reprises en championnat, et muet à chacune de ses sorties, il s'illustre en Coupe de Turquie, buteur lors des trois rencontres auxquels il participe, y inscrivant notamment deux doublés. 
Le 17 août 2017 son contrat est résilié, de même que celui de trois autres joueurs du club.

#### Prêt au FC Metz
Il est prêté au FC Metz le 30 décembre 2016, et ce, jusqu'à la fin de la saison 2016-2017. Il se distingue dès son premier match avec les Grenats, auteur d'un doublé pour la réception de Montpellier (victoire 2-0). Il enchaîne ensuite avec des buts face a Dijon (2-1), Rennes (1-1), Nantes (1-1), Caen (2-2), Paris (2-3) et Lorient (5-1). Avec 8 buts et 1 passes décisives, il est meilleur buteur du FC Metz et permet aux Grenats de se maintenir en Ligue 1.

#### Prêt à Benevento
Il est prêté au club italien de Benevento Calcio le 12 janvier 2018, et ce, jusqu'à la fin de saison 2017-2018. Il arrive dans un contexte délicat, le club est dernier du Calcio, avec le triste record du plus mauvais départ de l'histoire en championnat. Cheick Diabaté a pour mission de maintenir le club en première division comme il avait fait au FC Metz précédemment.
Lors de son premier match, le 18 février 2018, il marque douze minutes après son entrée en jeu en remplacement de Filip Đuričić et donne la victoire à son équipe sur le score de 3-2 face au FC Crotone. Le 4 avril 2018, lors de sa première titularisation face au Hellas Vérone (3-0), il s'illustre avec un doublé lors de la victoire de son équipe. Il réitère cette performance contre la Juventus de Turin le 7, mais cette fois il ne peut empêcher la défaite des siens (2-4). Le 15, alors que Benevento affronte Sassuolo à l’extérieur, il inscrit un nouveau doublé, le troisième d’affilée, permettant a son équipe d’arracher le match nul (2-2). Le 21, alors que Benevento affronte le Milan AC au stade San Siro, il connaît sa première exclusion avec le club après avoir un reçu un deuxième carton jaune à la 80e minute, ce qui n'empêche pas son équipe de battre les Rossoneri à la surprise générale (0-1), grâce à un but de Pietro Iemmello (en) en première mi-temps. Le 12 mai, il inscrit son dernier but avec le club, un but qui est décisif pour la rencontre, puisqu'il permet de décrocher la victoire face à Genoa (1-0), mais pas pour le sort de Benevento qui termine dernier du classement et se voit donc rétrograder en Serie B pour la saison 2018-2019. Le 20 mai, il dispute sa dernière rencontre avec le club (un match perdu 1-0 à l'extérieur face au Chievo Vérone, à la suite d'un but de Roberto Inglese en début de seconde période). Son prêt au club italien prend fin le 30 juin. Alors qu'il est arrivé bien après la moitié de la saison et qu'il n'a disputé que 11 des 38 rencontres du club en Serie A, Cheick Diabaté termine meilleur buteur du club pour la saison (avec 8 réalisations), loin devant Massimo Coda (4 réalisations).

#### Départ à l'Emirates Club
Le 17 septembre 2018, il arrive librement à l'Emirates Club de Ras el Khaïmah. (D1 UAE PRO LIGUE).
Il y restera une saison puis partira en direction du Esteghlal FC.

### Carrière en sélection nationale
Au début de l'année 2012, il participe à la Coupe d'Afrique des Nations 2012 avec le Mali. Il termine troisième de la compétition avec son équipe, après avoir battu le Ghana (2-0) lors de la "petite finale". Diabaté termine co-meilleur buteur de la compétition avec 3 buts.

## Statistiques

### En club
| Saison                | Club                     | Championnat           | Championnat | Championnat | Coupe nationale | Coupe nationale | Coupe de la Ligue | Coupe de la Ligue | Compétition(s) continentale(s) | Compétition(s) continentale(s) | Compétition(s) continentale(s) | Total | Total |
| Saison                | Club                     | Division              | M.          | B.          | M.              | B.              | M.                | B.                | Comp.                          | M.                             | B.                             | M.    | B.    |
| 2008-2009             | AC Ajaccio (prêt)        | Ligue 2               | 30          | 14          | 1               | 0               | 0                 | 0                 | -                              | -                              | -                              | 31    | 14    |
| Sous-total            | Sous-total               | Sous-total            | 30          | 14          | 1               | 0               | 0                 | 0                 | -                              | -                              | -                              | 31    | 14    |
| 2009-2010             | AS Nancy-Lorraine (prêt) | Ligue 1               | 2           | 0           | 0               | 0               | 1                 | 0                 | -                              | -                              | -                              | 3     | 0     |
| Sous-total            | Sous-total               | Sous-total            | 2           | 0           | 0               | 0               | 1                 | 0                 | -                              | -                              | -                              | 3     | 0     |
| 2010-2011             | Girondins de Bordeaux    | Ligue 1               | 16          | 4           | 2               | 2               | 0                 | 0                 | -                              | -                              | -                              | 18    | 6     |
| 2011-2012             | Girondins de Bordeaux    | Ligue 1               | 26          | 8           | 0               | 0               | 0                 | 0                 | -                              | -                              | -                              | 26    | 8     |
| 2012-2013             | Girondins de Bordeaux    | Ligue 1               | 23          | 8           | 4               | 6               | 0                 | 0                 | C3                             | 8                              | 4                              | 35    | 18    |
| 2013-2014             | Girondins de Bordeaux    | Ligue 1               | 25          | 12          | 0               | 0               | 1                 | 0                 | C3                             | 2                              | 0                              | 28    | 12    |
| 2014-2015             | Girondins de Bordeaux    | Ligue 1               | 15          | 8           | 0               | 0               | 2                 | 1                 | -                              | -                              | -                              | 17    | 9     |
| 2015-2016             | Girondins de Bordeaux    | Ligue 1               | 22          | 10          | 1               | 2               | 1                 | 0                 | C3                             | 4                              | 1                              | 28    | 13    |
| Sous-total            | Sous-total               | Sous-total            | 127         | 50          | 7               | 10              | 4                 | 1                 | -                              | 14                             | 5                              | 152   | 66    |
| 2016-2017             | Osmanlıspor              | Süper Lig             | 8           | 0           | 3               | 5               | -                 | -                 | C3                             | 5                              | 1                              | 16    | 6     |
| Sous-total            | Sous-total               | Sous-total            | 8           | 0           | 3               | 5               | -                 | -                 | -                              | 5                              | 1                              | 16    | 6     |
| 2016-2017             | FC Metz (prêt)           | Ligue 1               | 14          | 8           | 0               | 0               | -                 | -                 | -                              | -                              | -                              | 14    | 8     |
| Sous-total            | Sous-total               | Sous-total            | 14          | 8           | 0               | 0               | -                 | -                 | -                              | -                              | -                              | 14    | 8     |
| 2017-2018             | Benevento (prêt)         | Serie A               | 11          | 8           | 0               | 0               | -                 | -                 | -                              | -                              | -                              | 11    | 8     |
| Sous-total            | Sous-total               | Sous-total            | 11          | 8           | 0               | 0               | -                 | -                 | -                              | -                              | -                              | 11    | 8     |
| Total sur la carrière | Total sur la carrière    | Total sur la carrière | 192         | 80          | 11              | 15              | 5                 | 1                 | -                              | 19                             | 6                              | 227   | 102   |

### Buts internationaux
| #  | Date             | Lieu                                                           | Adversaire | But | Résultat                | Compétition                              |
| -- | ---------------- | -------------------------------------------------------------- | ---------- | --- | ----------------------- | ---------------------------------------- |
| 1  | 18 novembre 2008 | Stade Robert-Diochon Rouen, France                             | Algérie    | 1–0 | 1–1                     | Amical                                   |
| 2  | 26 mars 2011     | Stade du 26 mars, Bamako, Mali                                 | Zimbabwe   | 1–0 | 1–0                     | Qualifications CAN 2012                  |
| 3  | 10 août 2011     | Stade Mustapha-Ben-Jannet, Monastir, Tunisie                   | Tunisie    | 2–3 | 2–4                     | Amical                                   |
| 4  | 3 septembre 2011 | Stade du 26 mars, Bamako, Mali                                 | Cap-Vert   | 1–0 | 3–0                     | Qualifications CAN 2012                  |
| 5  | 3 septembre 2011 | Stade du 26 mars, Bamako, Mali                                 | Cap-Vert   | 2–0 | 3–0                     | Qualifications CAN 2012                  |
| 6  | 8 octobre 2011   | National Complex, Monrovia, Liberia                            | Liberia    | 1–1 | 2–2                     | Qualifications CAN 2012                  |
| 7  | 5 février 2012   | Stade d'Angondjé, Libreville, Gabon                            | Gabon      | 1–1 | 1–1 (a.p.), 5-4 (t.a.b) | CAN 2012 (Quarts de finale)              |
| 8  | 11 février 2012  | Nuevo Estadio de Malabo, Malabo, Guinée équatoriale            | Ghana      | 1–0 | 2-0                     | CAN 2012 (Match pour la troisième place) |
| 9  | 11 février 2012  | Nuevo Estadio de Malabo, Malabo, Guinée équatoriale            | Ghana      | 2–0 | 2-0                     | CAN 2012 (Match pour la troisième place) |
| 10 | 8 octobre 2012   | Stade du 26 mars, Bamako, Mali                                 | Botswana   | 1-0 | 3-0                     | Qualifications CAN 2013                  |
| 11 | 13 octobre 2012  | Lobatse Stadium, Lobatse, Botswana                             | Botswana   | 1-0 | 4-1                     | Qualifications CAN 2013                  |
| 12 | 13 juin 2013     | Stade du 26 mars, Bamako, Mali                                 | Bénin      | 2-2 | 2-2                     | Qualifications Coupe du monde 2014       |
| 13 | 5 mars 2014      | Stade Municipal Saint-Leu-la-Forêt, Saint-Leu-la-Forêt, France | Sénégal    | 1-1 | 1-1                     | Amical                                   |
| 14 | 7 septembre 2014 | Stade du 26 mars, Bamako, Mali                                 | Malawi     | 2-0 | 2-0                     | Qualifications CAN 2015                  |
| 15 | 11 novembre 2015 | Stade du 26 mars, Bamako, Mali                                 | Botswana   | 1-0 | 2-0                     | Qualifications Coupe du monde 2018       |

## Palmarès
- FC Girondins de Bordeaux
  - Vainqueur de la Coupe de France en 2013

- Équipe du Mali
  - Troisième de la  Coupe d'Afrique des Nations de football en 2012 et 2013

### Distinctions individuelles
- Équipe du Mali de football
  - Meilleur buteur de la CAN 2012 (3 buts)

- FC Girondins de Bordeaux
  - Meilleur buteur de la Coupe de France en 2013 (6 buts)
  - Meilleur buteur des Girondins de Bordeaux pour la saison 2012-2013 (8 buts)
  - Meilleur buteur des Girondins de Bordeaux pour la saison 2013-2014 (12 buts)
  - Meilleur buteur des Girondins de Bordeaux pour la saison 2015-2016 (10 buts)

- Benevento Calcio
  - Meilleur buteur du Benevento Calcio pour la saison Saison 2017-2018 du Benevento Calcio (en) (8 buts)